# 장위동
장위동(長位洞)은 서울특별시 성북구에 속한 행정동 및 법정동이다.

## 유래
조선 초부터 한성부에 속했으며, 갑오개혁 때 한성부 동서 인창방 동소문외계 장위리라고 하였다. 이 지역은 웃말, 아랫말, 명덕굴, 간대마을, 활량리 등 5개의 자연마을이 합쳐진 것이다. 동 이름은 마을 뒤에 있는 장위산(獐位山)의 이름을 따서 붙였다. 다른 유래로는 고려 시대 때 이름난 관리가 이 마을에 살았기 때문에 장위(長位)라고 부른 데에서 유래한다고 한다.

## 역사
- 1867년 고종 4년 육전조례에 한성부 관할구역 방.계명 기록(장위리계기록)
- 1894년 고종 31년 갑오개혁 때 한성부 5부를 5서로 변경하면서 동서 인창방의 동소문외계에 속함(당시 장위리)
- 1910년 10월 1일 한일강제병합 후 한성부를 경성부로 개칭[2]
- 1911년 4월 1일 장위리가 경기도 경성부 인창면 장위리로 변경되면서 경기도로 편입
- 1949년 8월 13일 성북구가 신설되면서 장위리가 성북구로 편입[3]
- 1950년 3월 15일 장위리가 장위동으로 개칭[4]
- 1955년 4월 18일 장위동이 장석동으로 개칭
- 1970년 5월 18일 장석동에서 석관동과 장위1동, 장위2동으로 분동
- 1977년 9월 1일 장위 1, 2동에서 장위 3동이 신설[5]
- 1985년 9월 1일 분동 및 행정구역 조정으로 장위동 일부 석관동에 편입[6]

## 교육
- 서울장위초등학교
- 서울장곡초등학교
- 서울월곡초등학교
- 서울장월초등학교
- 광운초등학교
- 남대문중학교
- 장위중학교

## 교통
- ● 서울 지하철 6호선 돌곶이역
- 돌곶이로
- 장월로

## 아파트
| 단지명                            | 건설사              | 시행사                           | 주소                   | 입주        | 비고             |
| --------------------------------- | ------------------- | -------------------------------- | ---------------------- | ----------- | ---------------- |
| 꿈의숲 아이파크                   | 현대산업개발        | 장위7구역 주택재개발정비사업조합 | 성북구 돌곶이로40길 46 | 2021년 3월  | 장위7구역 재개발 |
| 래미안 장위포레카운티             | 삼성물산㈜ 건설부문 | 장위1구역 주택재개발정비사업조합 | 성북구 장월로 160      | 2019년 11월 | 장위1구역 재개발 |
| 래미안 장위퍼스트하이             | 삼성물산㈜ 건설부문 | 장위5구역 주택재개발정비사업조합 | 성북구 한천로 713      | 2019년 10월 | 장위5구역 재개발 |
| 장위 푸르지오 라디우스 파크 1단지 | 대우건설            | 장위6구역 주택재개발정비사업조합 |                        |             | 장위6구역 재개발 |
| 장위 푸르지오 라디우스 파크 2단지 | 대우건설            | 장위6구역 주택재개발정비사업조합 |                        |             | 장위6구역 재개발 |